# Tamarillo
Pour l’article homonyme, voir Tamarillo (cheval).
Solanum betaceum, Tomate en arbre, Tomate arbuste
Espèce
Classification phylogénétique
Statut de conservation UICN

 DD  : Données insuffisantes
Le Tamarillo (Solanum betaceum) est une espèce du genre Solanum et de la famille des Solanaceae originaire de la cordillère des Andes, en Amérique du Sud. On le connaît pour son fruit rouge ou rose-orangé de la forme et légèrement plus gros qu’un œuf de poule, pour lequel on le cultive.

## Vernaculaires
Solanum betaceum peut être également connu sous les vernaculaires de tomate en arbre, prune du Japon (Afrique), et tomate arbuste ou tomate de la Paz (Réunion) au Nord-Kivu en République démocratique du Congo, prune de (du) Cap.

## Description
L'arbre à tomates peut mesurer jusqu'à 4 à 5 m de haut. Il fait partie de la même famille que la tomate, le piment et l’aubergine
Ses feuilles mesurent environ 30 cm de long.
Le fruit, dit tamarillo ou tomate en arbre, est de forme ovale et mesure 5 à 10 cm de long. Sa peau est lisse et satinée. La chair renferme de nombreux petits pépins noirâtres. .

## Variétés
Deux variétés principales ont une importance commerciale : une variété orange doré à chair jaunâtre, et une variété bordeaux à chair orangée.

## Culture
La plante provient des Andes (Équateur, Colombie, Pérou, Chili et Bolivie) aujourd'hui le tamarillo y est encore cultivé dans des jardins et vergers pour un usage local, il s'agit de l'un des fruits les plus populaires dans ces régions. Sa culture s'est également répandue dans les zones subtropicales, telles que le Rwanda, l'Afrique du Sud, l'Inde, Hong Kong, Chine, États-Unis, l'Australie et Nouvelle-Zélande. L'espèce s'est naturalisée à Madagascar où elle est appelée « voatabia hazo » (tomate arbre). Le climat naturel de ces endroits est favorable à la croissance et au développement de S. betaceum car il pousse bien dans les régions chaudes (Zones USDA 9 et supérieures).
La plante meurt à partir de −3,0 °C. C'est une vivace qui peut rester en place une dizaine d'années en situation abritée car elle est cassante donc sensible au vent.

## Utilisation

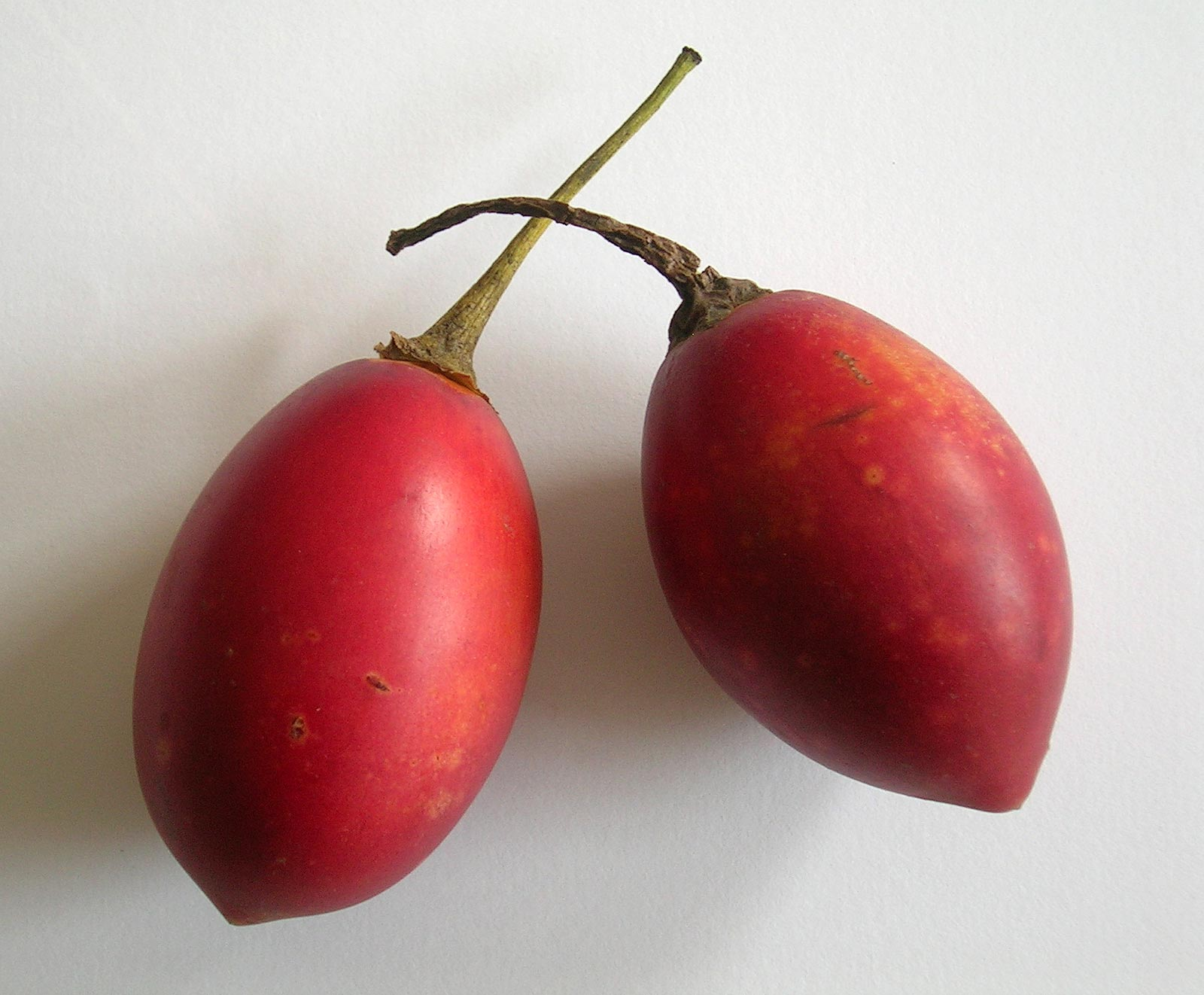
Tamarillos (fruits).

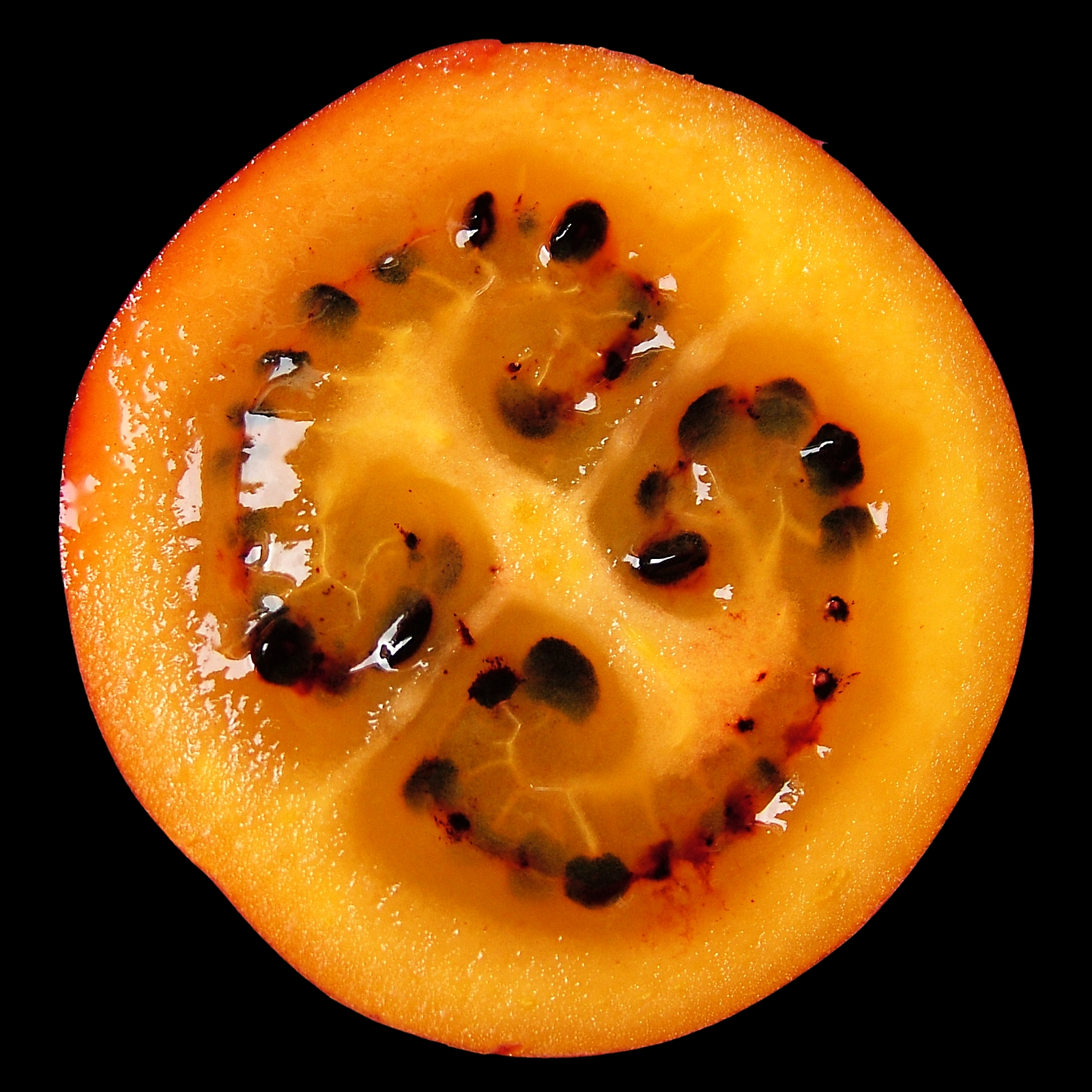
Fruit (coupe transversale).

La chair du fruit mûr est aromatique et acidulée. Elle est consommée dans les pays andins, ainsi que dans certains pays d'Afrique subsaharienne. Les autres parties de cette plante, dont la peau des fruits immatures, sont toxiques comme chez la plupart des Solanacées.
On la mange crue, à la cuillère, ouverte en deux avec du jus de lime et du sucre. On peut également en faire de la confiture ou de la gelée, sucrée ou salée. Le jus du tamarillo est aussi utilisé pour faire les sauces piquantes en le mélangeant au piment et se nomme en espagnol Aji de Tomate de Arbol, sauce typique des plats équatoriens.
En boisson, le tamarillo est utilisé pour la fabrication de jus de fruits ; la tomate en arbre "en leche" (au lait) est appréciée en Colombie.

## Synonymes
- Solanum crassifolium Ortega
- Cyphomandra betacea (Cav.) Sendtn.
- Cyphomandra crassifolia Kuntze

## Galerie

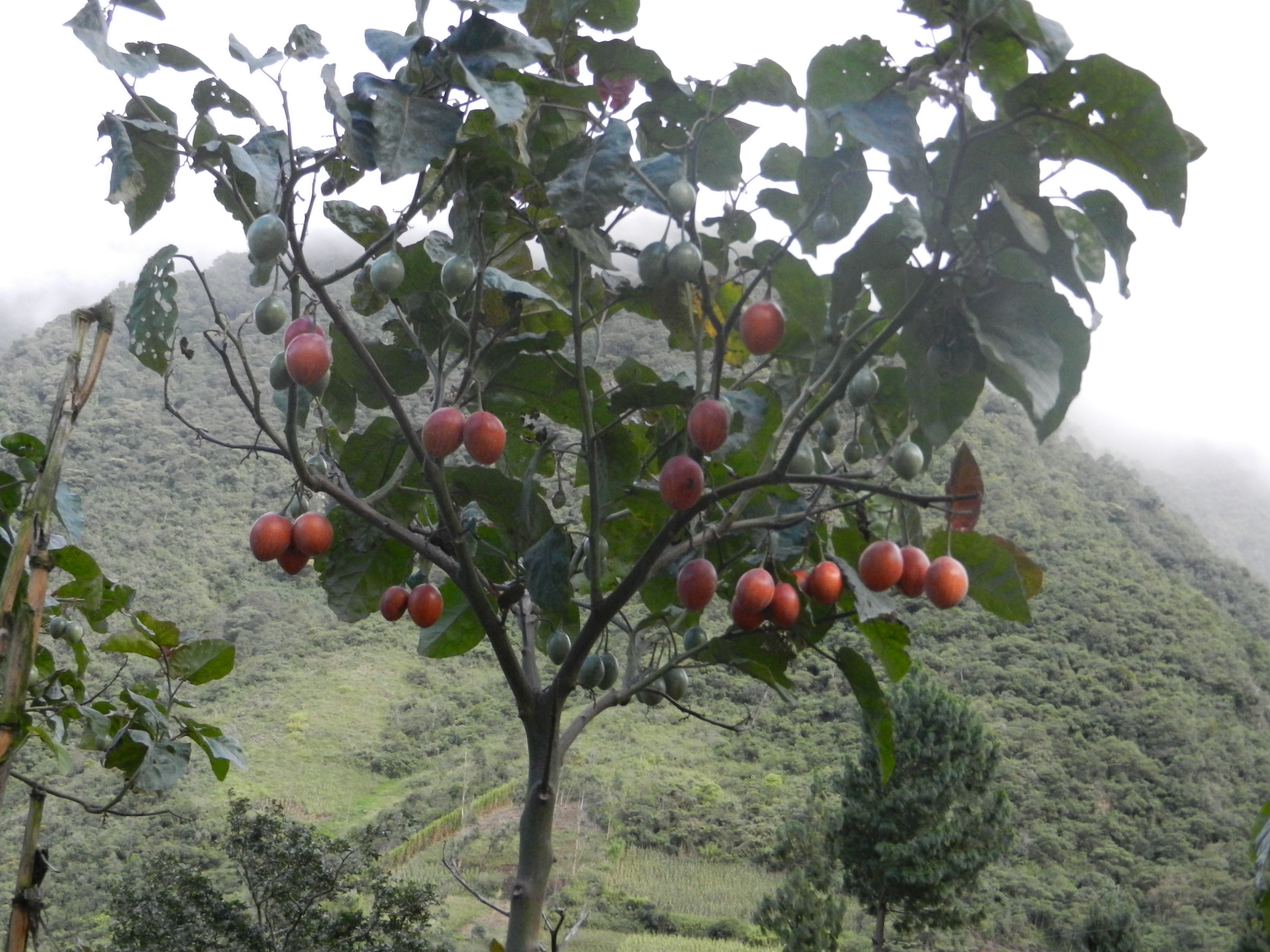
Arbre (Équateur).
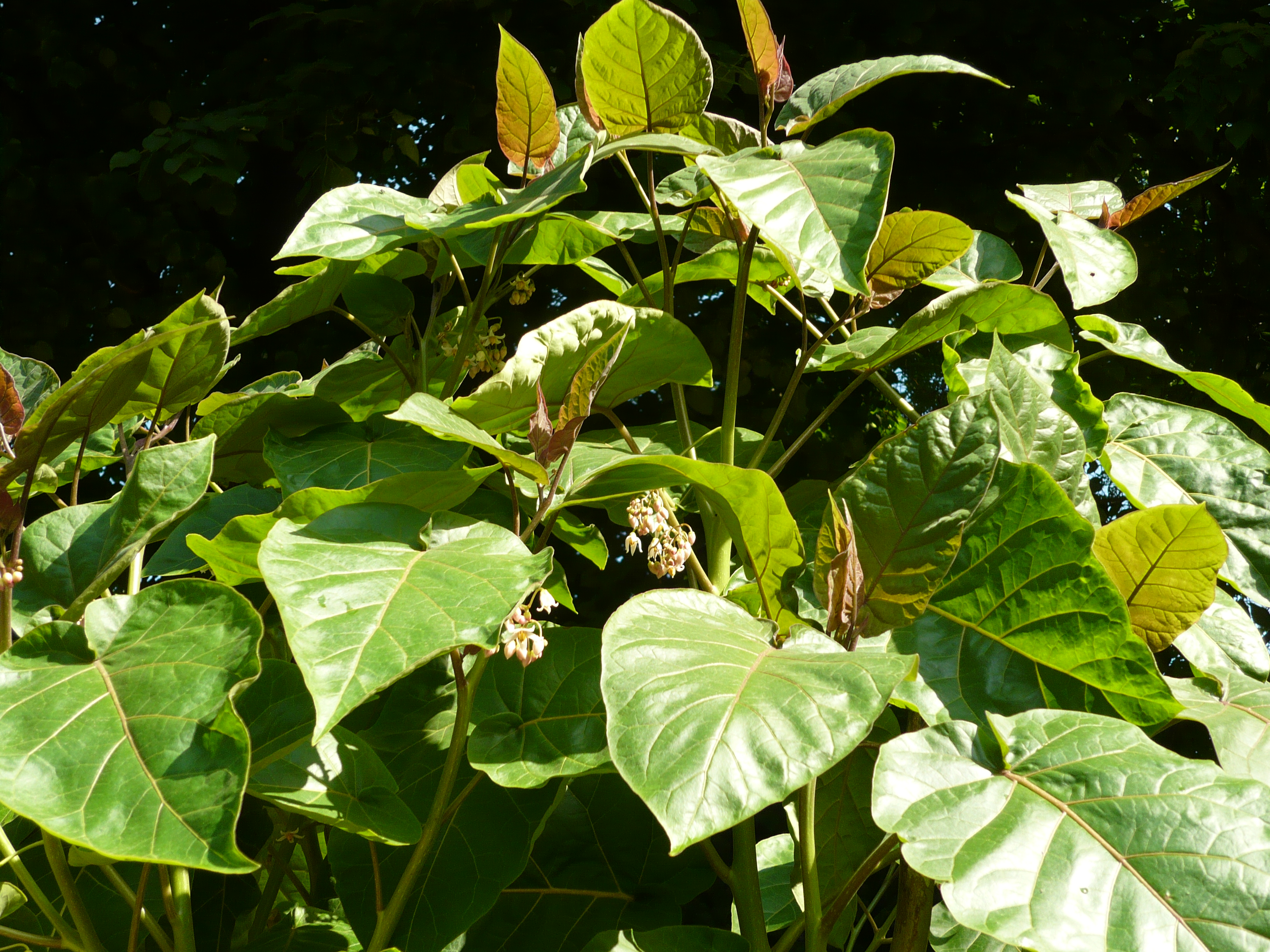
Feuillage.
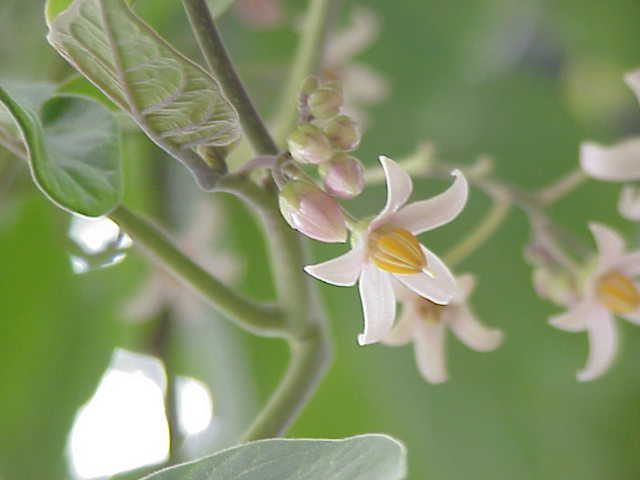
Fleurs.
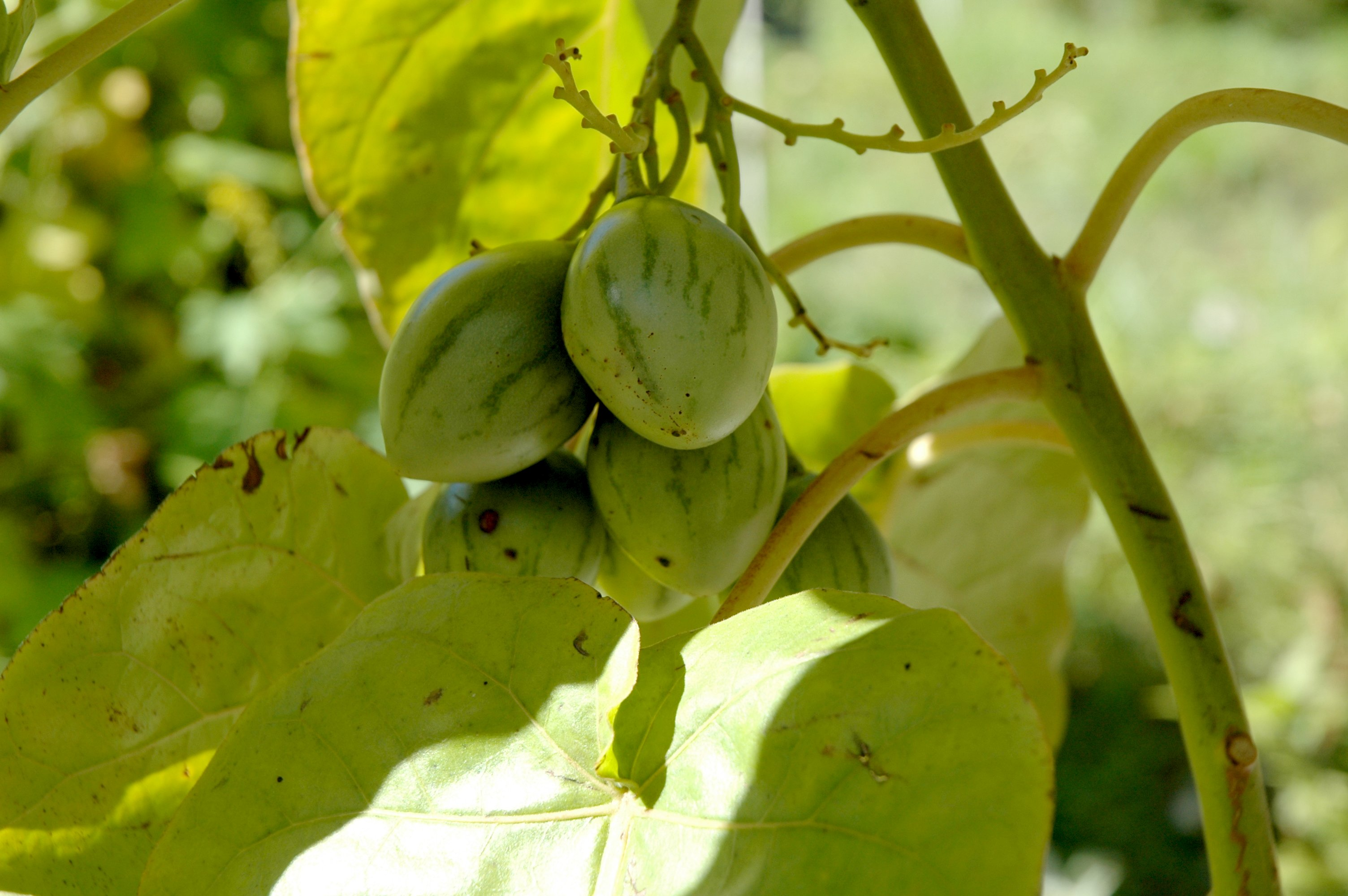
Fruits verts.
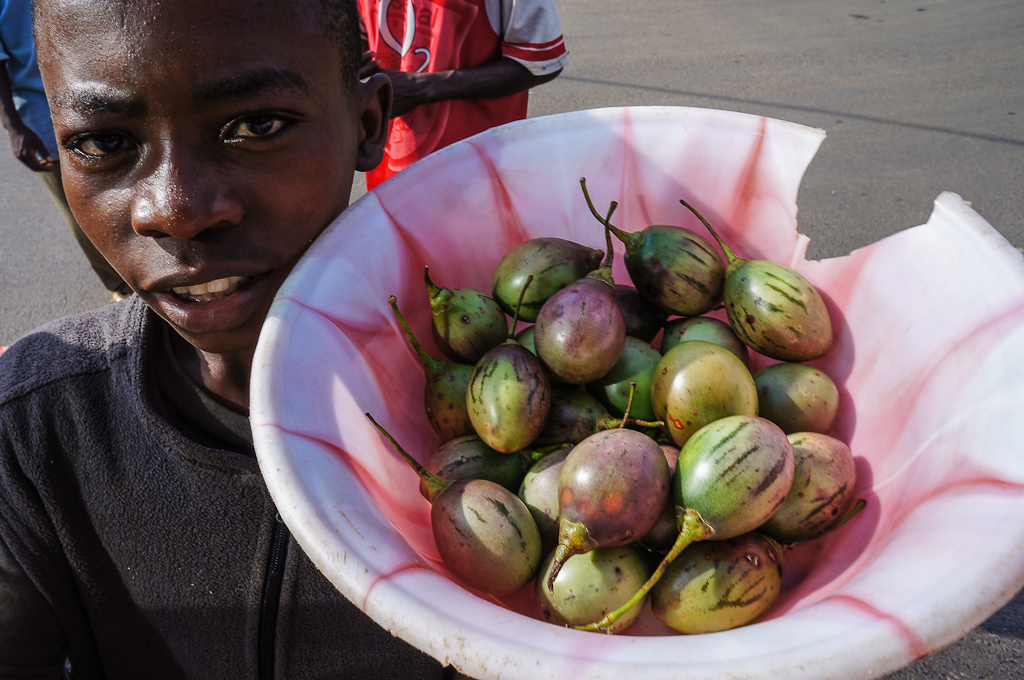
Fruits murs (Burundi).